# Ðelozija
Đelozija naziv je petog studijskog albuma Olivera Dragojevića, objavljen 1981. godine.

## Popis pjesama
Tekstovi: Jakša Fiamengo, glazba: Zdenko Runjić, aranžman Dečo Žgur.
| 1.    | »Razgovor sa Sonjom« (Opatija '81)                 | 2:32 |
| 2.    | »Nisi više ona stara«                              | 3:25 |
| 3.    | »Ti si bila sve što valja« (Vaš šlager sezone '81) | 3:11 |
| 4.    | »Kaća«                                             | 3:40 |
| 5.    | »Blago onom tko te ljubi«                          | 3:01 |
| 6.    | »Zabranjeno voće« (Opatija '80)                    | 4:09 |
| 7.    | »Đelozija«                                         | 4:38 |
| 8.    | »Budi tu« (tekst i glazba: Zdenko Runjić)          | 3:22 |
| 9.    | »Poljubi me«                                       | 3:14 |
| 10.   | »Budi bolja prema njemu«                           | 2:48 |
| 11.   | »Moja draga«                                       | 2:46 |
| 12.   | »Večernja ljubav« (Vaš šlager sezone '80)          | 3:04 |
| 39:50 |                                                    |      |

## Suradnici na albumu
1981. LP
- Dečo Žgur - dirigent i producent
- Mario Rijavec - dirigent gudača
- Mirko Bevc - snimatelj
- Al Stone - pomoćnik snimatelja
- Nada Žgur i Oto Pestner - prateći vokali
- Jože Hauko - bass, percusion i harmonika
- Anton Dimnik - bubnjevi
- Gregor Forjanić - gitare
- Tomaž Domicelj - gitara s 12 žica
- Tomaž Kozlevčar - klavijature
- Ivo Umek - sintisajzer
- Jože Pogačnik i Stanko Arnold - flaute
- Boris Šinigoj - trombon
- Kostandin Kirkov, Božo Mihelčić, Karel Žužek, Darko Limarić, Mirko Kosi, Ivan Gorenšek, Marko Fabiani, Vili Tanšek, Mile Kosi, Franc Avsenek i Stanislav Demšar - gudači
- Rodoljub Jovanović - likovna oprema

2006. reizdanje u box setu Oliver 1
- Želimir Babogredac - izdavač i urednik
- Anđelko Preradović - urednik
- Goran Martinac - digital remastering
- Nikša Martinac - redizajn
- Marija Šimun, Željko Erceg, Siniša Škarica, Vibor Roje i Tomislav Varga suradnici na reizdanju

2009. CD reizdanje
- Želimir Babogredac - izdavač i urednik
- Anet Lesić - urednik
- Goran Martinac - digital remastering
- Nikša Martinac - redizajn

## Vanjske poveznice
- Đelozija